# Villebazy
Villebazy ist eine französische Gemeinde mit 140 Einwohnern (Stand 1. Januar 2022) im Département Aude in der Region Okzitanien. Sie gehört zum Kanton La Région Limouxine und zum Arrondissement Limoux. 
Nachbargemeinden sind Gardie im Nordwesten, Saint-Hilaire im Nordosten, Belcastel-et-Buc im Süden, Saint-Polycarpe im Südwesten und Villar-Saint-Anselme im Westen.

## Bevölkerungsentwicklung
| Jahr      | 1962 | 1968 | 1975 | 1982 | 1990 | 1999 | 2008 | 2015 |
| --------- | ---- | ---- | ---- | ---- | ---- | ---- | ---- | ---- |
| Einwohner | 103  | 118  | 94   | 121  | 95   | 100  | 104  | 128  |

## Wirtschaft
Rebflächen in Villebazy sind für die Kontrollierte Herkunftsbezeichnung (AOC) der Schaumweine Crémant de Limoux und Blanquette méthode ancestrale zugelassen.